# Munida parvioculata
Munida parvioculata is een tienpotigensoort uit de familie van de Munididae. De wetenschappelijke naam van de soort is voor het eerst geldig gepubliceerd in 1982 door Baba.